# Cretaccio
Cretaccio is een van de vijf eilanden van de archipel van de Tremitische Eilanden die in het centrale deel van de Adriatische Zee ligt. De vijf eilanden vormen samen een gemeenten en maken deel uit van de Apulische provincie Foggia.
Het onbewoonde Cretaccio is een van de kleinste eilanden van de archipel. Het heeft een kaal, kleiachtig oppervlak. Het eiland is zeer gevoelig voor erosie en is gedoemd ooit in zee te verdwijnen. Archeologische vondsten hebben aangetoond dat het kleine eiland in de prehistorie bewoond moet zijn geweest.
Vlak voor de kust van Cretaccio ligt het piepkleine rotseilandje Scoglio la Vecchia, ook wel Isolotto del Cretaccio genoemd.